# Ogcodes brunneus
Ogcodes brunneus este o specie de muște din genul Ogcodes, familia Acroceridae. A fost descrisă pentru prima dată de Frederick Wollaston Hutton în anul 1881. Conform Catalogue of Life specia Ogcodes brunneus nu are subspecii cunoscute.